# Eurostat
La Oficina Europea de Estadística (Eurostat), es el servicio de estudios estadísticos de la Comisión Europea, que produce datos sobre la economía y sociedad de la Unión Europea y promueve la armonización de los métodos estadísticos de los Estados miembros. Está constituida en una de las Direcciones Generales de la Comisión Europea y no en una agencia.
Dos de sus papeles particularmente importantes son la producción de datos macroeconómicos que apoyan las decisiones del Banco Central Europeo en su política monetaria para el euro, y sus datos regionales y clasificación (NUTS) que orientan las políticas estructurales de la Unión Europea.
Eurostat es una de las Direcciones Generales de la Comisión Europea y tiene su sede en Luxemburgo. Su directora general actual es Mariana Kotzeva y está asistida por 7 directores, cada uno con su sector de actividad dentro del Eurostat:
- Recursos doin
- Métodos estadísticos
- Cuentas nacionales y comunitarias/europeas
- Estadísticas económicas y regionales
- Estadísticas agrícolas y ambientales; Cooperación estadística
- Estadísticas sociales y Sociedad de la Información
- Estadísticas de las empresas

## Funciones
Como funciones podemos destacar las siguientes:
- La producción de datos macroeconómicos que apoyan las decisiones del Banco Central Europeo en su política monetaria para el euro.
- La producción de sus datos regionales y clasificación (NUTS) que orientan las políticas estructurales de la Unión Europea.
- Proporcionar estadísticas a nivel europeo que permitan comparar países y regiones, en cuanto a métodos, estructuras y normas técnicas.
- La solicitud de datos agregados.

## Organización temática
Los datos del Eurostat se encuentran divididos en 9 áreas temáticas principales y en 30 áreas subtemáticas. Las áreas temáticas principales son:
- Estadísticas generales y regionales
- Economía y finanzas
- Población y condiciones sociales
- Industria, comercio y servicios
- Agricultura y pesca
- Comercio exterior
- Transportes
- Ambiente y energía

## Controversia
En 2010, Eurostat está aumentando las cifras de déficit y deuda pública griega para 2009 con el fin de facilitar la supervisión financiera del Estado.